# ليونارد ميندي
ليونارد ميندي (بالفرنسية: Léonard Mendy)‏ هو لاعب كرة قدم فرنسي في مركز الدفاع، ولد في 22 مارس 1982 في إفرو في فرنسا. لعب مع نادي إستر ونادي بوفيه ونادي تروا ونادي روان ونادي غويونيون ونادي كرولي تاون ونادي كليرمونت 63 ونادي لوهافر.

## وصلات خارجية
- ليونارد ميندي على موقع قاعدة بيانات كرة القدم.إي يو (الإنجليزية)